# 最上町立富沢小学校
最上町立富沢小学校（もがみちょうりつ とみさわしょうがっこう）は、山形県最上郡最上町富沢にあった公立小学校で、松尾芭蕉が、おくのほそ道行脚のときに、近くを通っている。140年以上の歴史がある。

## 沿革
- 1874年（明治7年） - 富沢・瀬見両学校設立。
- 1887年（明治20年）4月 - 向町・大堀・富沢の各学校、各尋常小学校と改称
- 1891年（明治24年） - 向町尋常小が東小国尋常小、大堀尋常小が西小国尋常小と改称し、 富沢尋常小は東小国尋常小の分校となる。
- 1901年（明治34年） - 富沢尋常小学校、東小国尋常小から独立。
- 1983年（昭和58年）3月7日 - 富沢小学校新校舎完成
- 1995年（平成7年）3月 - 堺田分校が閉校となる[3]。
- 2014年（平成26年）4月 - 児童数58名

- 2020年（令和2年）3月 - 最上町立向町小学校へ統合、閉校。

## 学区
堺田、松根、笹森、万騎の原、明神、新田一、新田二、下小路、立小路

## 進学先中学校
公立中学校へ進学する場合
- 最上町立最上中学校

## アクセス
- 東日本旅客鉄道（JR東日本）陸羽東線の赤倉温泉駅より徒歩5分